# Борисівська сільська рада (Ярунський район)
Борисівська сільська рада (до 1946 року — Тожирська сільська рада) — колишня адміністративно-територіальна одиниця та орган місцевого самоврядування у Ярунському районі Волинської округи, Київської та Житомирської областей УРСР з адміністративним центром у селі Борисівка.

## Населені пункти
Сільській раді на момент ліквідації були підпорядковані населені пункти:
- с. Борисівка

## Населення
Кількість населення ради становила 1 415 осіб, кількість дворів — 266: с. Тожир налічувало 147 дворів та 737 мешканців, Груд — 119 дворів та 678 жителів.

## Історія та адміністративний устрій
Утворена 1923 року, з назвою Тожирська сільська рада, в складі сіл Тожир та Груд Пищівської волості Новоград-Волинського повіту Волинської губернії. 7 березня 1923 року увійшла до складу новоствореного Пищівського (згодом — Ярунський) району Житомирської округи. 27 жовтня 1926 року, відповідно до наказу Волинського окружного виконкому «Про утворення нових національних селищних та сільських рад, поширення мережі українських сільрад та перейменування існуючих сільрад у національні», с. Груд увійшло до складу новоствореної Грудської сільської ради Ярунського району.
7 червня 1946 року, відповідно до указу Президії Верховної ради УРСР «Про збереження історичних найменувань та уточнення і впорядкування існуючих назв сільрад і населених пунктів Житомирської області» сільську раду було перейменовано на Борисівську через перейменування її адміністративного центру с. Тожир на с. Борисівка.
Відповідно до інформації довідника «Українська РСР. Адміністративно-територіальний поділ», станом на 1 вересня 1946 року сільрада входила до складу Ярунського району, на обліку в раді перебувало с. Борисівка.
11 серпня 1954 року, відповідно до указу Президії Верховної ради УРСР «Про укрупнення сільських рад по Житомирській області», сільську раду було ліквідовано, територію та с. Борисівка включено до складу Дідовицької сільської ради Ярунського району Житомирської області.